# Lukas Schmitz
Pour les articles homonymes, voir Schmitz.
Lukas Schmitz est un footballeur allemand né le 13 octobre 1988 à Hattingen en Allemagne. Il évolue actuellement au poste de latéral gauche au VVV Venlo.

## Biographie

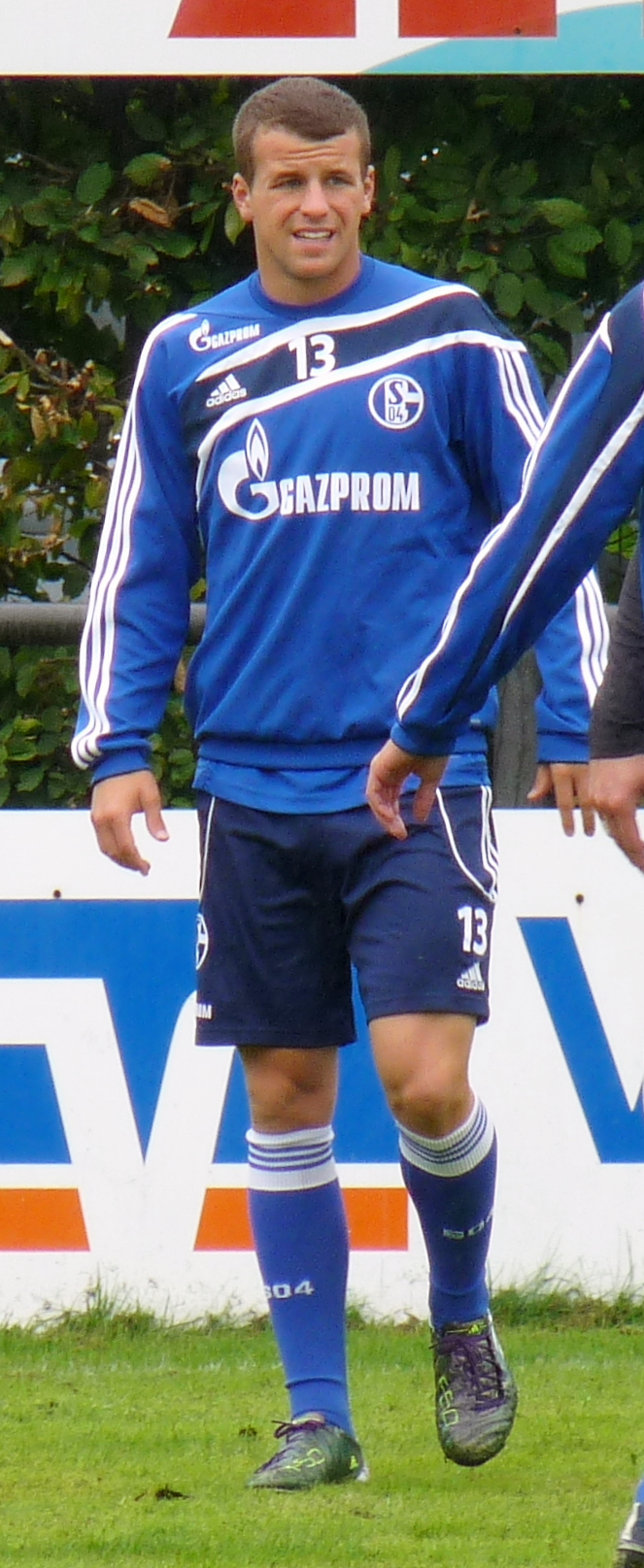
Schmitz avec Schalke 04 en 2010

Arrivé en fin de contrat au Wolfsberger AC à l'issue de la saison 2019-2020, il s'engage librement pour deux saisons plus une en option dans le club néerlandais du VVV Venlo.